# Болсун, Александр Иванович
Алекса́ндр Ива́нович Бо́лсун (белор. Алякса́ндр Іва́навіч Бо́лсун, 4 ноября 1935, г.п. Чечерск) — советский и белорусский физик, педагог, энциклопедист. Кандидат физико-математических наук (1967), доцент (1976), член Белорусского физического общества (1990).

## Биография
Александр Иванович Болсун родился в городском поселке Чечерск Гомельской области. После окончания в 1954 году Чечерской русской средней школы поступил на физико-математический факультет Могилёвского пединститута, который окончил с отличием в 1959 году,  после чего работал на кафедре физики и метеорологии Белорусской сельскохозяйственной академии. В 1962 – 1964 аспирант, в 1965 – 1967 младший научный сотрудник лаборатории теоретической физики  Института физики АН БССР, где его научным  руководителем был Ф.И. Федоров. В 1967 году Болсун  защитил кандидатскую диссертацию. В   1967 – 1972 заведующий  научно-отраслевой редакцией физики, математики, химии и астрономии издательства «Белорусская Советская Энциклопедия» («БелСЭ»). В 1972 – 1993 на преподавательской работе в Минском радиотехническом институте и Минском пединституте (старший преподаватель, доцент, заведующий кафедрой).  В 1993 – 2003  заведующий научно-отраслевой редакцией физико-математических и технических наук издательства  «Белорусская энциклопедия» («БелЭн»). В 2004 – 2012 доцент кафедры естественнонаучных дисциплин Минского государственного высшего радиотехнического колледжа.  В 1967 – 1975 член редакционного совета «БелСЭ», в 1993 – 2004 член научно-редакционного совета «БелЭн». В 1970 году  награждён юбилейной медалью  «За доблестный труд. В ознаменование 100-летия со дня рождения В. И. Ленина», в 2008 году получил стипендию Президента Республики Беларусь.

## Научная деятельность
Основные направления научной и научно-методической работы: физика электромагнитных и слабых взаимодействий элементарных частиц; методические проблемы преподавания физики в ВУЗе и средней школе, разработка учебных программ и интерактивных методов контроля знаний по курсу физики высшей школы. Болсун занимался также вопросами нормализации  белорусской физико-математической терминологии и унификацией  определений (дефиниций) физических величин; им составлены словники (полные перечни названий энциклопедических статей) по физике, математике, астрономии и геодезии для «БелСЭ», по физике и астрономии для «БелЭн». Большое место в его  работе занимало научное редактирование энциклопедической, справочной и учебно-методической литературы по физико-математическим и техническим наукам. Он принимал непосредственное участие в создании энциклопедических справочников: «Беларусь» (1994), «Бытовая радиоэлектронная техника» (1995),  «Чернобыль» (1996), «Национальная академия наук Беларуси. Персональный состав» (1998), энциклопедии «Автомобильные дороги Беларуси» (2002).

## Публикации
Болсун является автором 50 научных и научно-методических работ, в т.ч. учебных и справочных пособий, а также более чем 150 энциклопедических статей в «БелСЭ» и ««БелЭн» по различным разделам физики, среди которых:
1. Болсун, А.І. Слоўнік фізічных і астранамічных тэрмінаў [для сярэдняй школы] / Болсун А.І., Рапановіч Я.Н. – Мінск: Народная асвета, 1979. – 182 с.
2. Болсун, А.И. Краткий словарь физических терминов: [около 2000 понятий] / А.И. Болсун. – Минск: Вышэйшая школа, 1979. – 414 с; 2-е изд. – Харьков: Вища школа, 1986. – 200 с.
3. Болсун, А.И. Сборник задач по статистической физике: [учеб. пособие для студентов радиотехн. специальностей вузов] / Варикаш В. М., Болсун А. И., Аксенов В. В.  –  Минск: Вышэйшая школа, 1979. – 220 с.; 2-е изд. – Москва: Едиториал УРСС, 2004. – 224 с.
4. Болсун, А.И. Единицы физических величин в школе: книга для учителя / А. И. Болсун, С. Л. Вольштейн. – Минск: Народная асвета, 1983. – 95 с.
5. Болсун, А.И. Словарь физических и астрономических терминов: [около 1500 терминов: для среднего и старшего школьного возраста] / А. И. Болсун, Е. Н. Рапанович. –  Минск: Народная асвета, 1986. – 222 с.
6. Болсун, А.И. Методы математической физики: учеб. пособие для студентов пед. ин-тов по физ.-мат. спец. / А.И. Болсун, В.К. Гронский, А.А. Бейда. – Минск: Вышэйшая школа, 1988. – 199 с.
7. А.І. Болсун.  Руска-беларускі фізічны слоўнік : асноўныя тэрміны: [каля 5000 тэрмінаў]. – Минск: БелЭн,1993. – 173 с.
8. П.А. Апанасевіч, А.І. Болсун. Фізіка // Беларуская энцыклапедыя: У 18 т. Т. 16. – Мінск: БелЭн, 2003. – С. 371 – 372.
9. Болсун, А.И. Физика в экзаменационных задачах: справочник для учителей, репетиторов и абитуриентов / А.И. Болсун, Б.К. Галякевич. – 5-е изд. – Минск: БелЭн, 2004. – 446 с.
10. Болсун, А.И. Физика в экзаменационных вопросах и ответах: справочник для учителей, репетиторов и абитуриентов / А.И. Болсун, Б.К. Галякевич. – 6-е изд. – Москва: Айрис-пресс, 2007. – 416 с.
11. Белорусские имена в науке (физика, физико-технические науки, астрономия). Краткий биографический справочник // Изобретатель. –  № 7,8,9,10,11,12. –  2015; № 1,2,3,4,5,6. – 2016.
12. Готовимся к ЦТ. Повторяем физику // Кем быть? –  № 11,12. – 2015; №1,2,3,4. – 2016.

Болсун является автором ряда научно-популярных статей в газетах и журналах: «Цуды без цудаў» // Чырвоная змена, № 9, 1961; Хвостатые вестницы из других миров // Знамя юности, № 41, 1961; «Аб чым расказаў фатон» // Маладосць, № 10, 1963 (совместно с В.Н. Третьяковым);  «Солнце в одеждах радужных» // Знамя юности, №15, 1963; «Радыёхвалі расказваюць пра Сусвет» // Бярозка», № 9, 1964; «Дзе быў Змяіны востраў» // Маладосць, № 3, 1969 (о сотрудниках Объединённого института ядерных исследований в Дубне); «Зося і Бронік у краіне атамаў» // Бярозка, №10, 1976 и др.,  а также автобиографических воспоминаний в газете «Чачэрскі веснік»: «Чечерск послевоенный» (08.02.2013), «Школа и учителя» (15.02.2013), «Футбол, физика и лирика» (09.03.2013) и книги «Оглядываясь в прошлое» (Минск, «Кавалер», 2018).